# Pallacanestro in carrozzina ai II Giochi paralimpici estivi
Per la pallacanestro in carrozzina ai Giochi paralimpici estivi di Tokyo 1964 furono disputati due tornei maschili (classe A e classe B), entrambi vinti dagli Stati Uniti.

## Medagliere
| Pos.   | Nazione     |   |   |   | Totale |
| ------ | ----------- | - | - | - | ------ |
| 1      | Stati Uniti | 2 | 0 | 0 | 2      |
| 2      | Regno Unito | 0 | 1 | 0 | 1      |
|        | Argentina   | 0 | 1 | 0 | 1      |
| 4      | Israele     | 0 | 0 | 2 | 2      |
| Totale | Totale      | 2 | 2 | 2 | 6      |

## Risultati
| Competizione             | Oro         | Argento     | Bronzo  |
| ------------------------ | ----------- | ----------- | ------- |
| Torneo maschile classe A | Stati Uniti | Regno Unito | Israele |
| Torneo maschile classe B | Stati Uniti | Argentina   | Israele |
| Totale                   | 2           | 2           | 2       |